# Sal Bartolo
Sal Bartolo (* 5. November 1917 in Boston, USA; † 19. Februar 2002) war ein US-amerikanischer Boxer italienischer Abstammung im Federgewicht. Er wurde sowohl von Lew Burston als auch von Lou Schiro gemanagt.

## Profi
Am 10. März 1944 trat er gegen Phil Terranova um die NBA-Weltmeisterschaft an und gewann über 15 Runden durch einstimmigen Beschluss. Diesen Gürtel verlor er am 7. Juni 1946 gegen den ebenfalls italienischstämmigen US-Amerikaner Willie Pep durch schweren K. o. in einem auf 15 Runden angesetzten Kampf in der 12. Runde.